# Rochefort (Sabaudia)
Rochefort – miejscowość i gmina we Francji, w regionie Owernia-Rodan-Alpy, w departamencie Sabaudia.
Według danych na rok 1990 gminę zamieszkiwały 152 osoby, a gęstość zaludnienia wynosiła 27 osób/km² (wśród 2880 gmin regionu Rodan-Alpy Rochefort plasuje się na 1470. miejscu pod względem liczby ludności, natomiast pod względem powierzchni na miejscu 1464.).